# Ingriska
Ingriska (ižoran keel) är ett östersjöfinskt språk som idag talas av ett hundratal ingrer i Ingermanland.
Ingriskans ställning till övriga östersjöfinska språk har i viss mån varit omstridd. Från finsk sida har den ibland räknats till de sydostfinska dialekterna, ibland till karelska. Från estniskt håll har man varit mer benägen att se den som ett eget språk. Ingriskan består av fyra dialekter: de nedre Luga- och Soikkola-dialekterna som talas i västra delen av Ingermanland, Heva-dialekterna på Ingriska platån och Oredezh eller Övre Luga-dialekten som talades vid floden Oredezh. Oredezh-dialekten är idag utdöd. De västingriska dialekterna har influerats av votiskan. Ryska inflytelser motstod man fram till 1930-talet då trycket blev för stort. Modern ingriska har därför många ryska lånord och dess fonetik och grammatik har påverkats i betydande grad.
Docenten vid Leningrads universitet, Vladimir Junus, skapade på 1930-talet ett ingriskt skriftspråk.